# Doppel-K.-o.-System
Als Double knock-out, auch Double-Elimination oder Doppel-K.-o.-System, bezeichnet man eine Turnierform, die in ihren Grundzügen auf dem K.-o.-System beruht, jedoch versucht, dessen Schwächen mit Hilfe einer zweiten Chance zu umgehen.

## Unterschiede zum Knock-out-System
Das Doppel-K.-o.-System unterscheidet sich im Wesentlichen dadurch vom einfachen K.-o.-System (single knock-out oder single elimination), dass eine einmalige Niederlage nicht das Ausscheiden aus dem Turnier bedingt. Ein Teilnehmer scheidet erst nach der zweiten Niederlage aus dem Turnier aus.
Somit kann ein Teilnehmer trotz eines einmaligen Verlustes das Turnier gewinnen. Das ist im einfachen K.-o.-System auch dann ausgeschlossen, wenn zusätzliche Spiele abgehalten werden, um eine durchgehende Reihung zu erhalten: Der Verlierer eines Halbfinals kann bestenfalls den 3. Platz belegen, der Verlierer eines Viertelfinals bestenfalls den 5. Platz etc.
Treffen zwei aussichtsreiche Teilnehmer bereits in einem frühen Stadium eines Double-knock-out-Turnier aufeinander, so kann der Verlierer trotz der Niederlage immer noch das Finale erreichen. Es ist also auch ohne Setzen sichergestellt, dass der zweitbeste Spieler den 2. Platz belegt – vorausgesetzt, dass in jeder Begegnung der jeweilige Favorit auch tatsächlich gewinnt.
Für n Mannschaften werden 2 · n − 2 Spiele gespielt, bzw. 2 · n − 1 Spiele, falls das Finale wie oben beschrieben wiederholt wird. Diese Formel ist auch gültig, wenn die Teilnehmerzahl keine Zweierpotenz ist. Freilose sind dabei nicht mitgezählt.
Beim einfachen K.-o.-System sind hingegen lediglich n − 1 Spiele notwendig, also genau halb so viele. Bei einem Rundenturnier wären mindestens n · (n − 1) / 2 Spiele notwendig.

## Beispiel
Die Durchführung des Turniers gestaltet sich aufwändiger als das einfache K.-o.-System. Der Spielplan besteht aus zwei Hälften. In der oberen Hälfte (Winners Bracket) treffen die Teilnehmer aufeinander, die noch keine Niederlage haben. In der unteren Hälfte (Losers Bracket oder Fighters Bracket) treffen die Teilnehmer aufeinander, die schon einmal verloren haben. Bei n Teilnehmern besteht die obere Hälfte aus n − 1 und die untere Hälfte aus n − 2 Spielen.
Hier ein Beispiel für ein Turnier mit 16 Teilnehmern:

## Erklärung
Der Spielplan teilt sich beim Double knock-out in zwei Brackets, das Winners Bracket und das Losers Bracket. Nach der ersten Runde steigen die Gewinner in die nächste Runde des Winners Brackets auf, die Verlierer scheiden nicht aus dem Turnier aus, sondern spielen in der ersten Runde des Losers Brackets weiter. Das Winners Bracket wird nach derselben Methode geführt wie ein einfaches K.-o.-Turnier. Aus diesem Grund sollte die Teilnehmerzahl beim Double knock-out, genau wie beim Single knock-out, eine Zweierpotenz sein.
Das Winners Bracket ist solange, bis nur noch ein Spieler ohne Niederlage übrig ist, mit einem einfachen K.–o.–Turnier identisch.
Jede Runde des Losers Bracket wird in zwei Stufen gespielt:
- In der ersten Stufe der ersten Runde treffen jeweils zwei Verlierer der ersten Runde des Winners Bracket aufeinander. In der ersten Stufe jeder folgenden Runde treffen jeweils zwei Gewinner der vorigen Runde aufeinander.
- In der zweiten Stufe jeder Runde trifft stets ein Gewinner der ersten Stufe auf einen Verlierer derselben Runde aus dem Winners Bracket.

Am Ende des Turniers trifft der Gewinner der oberen Hälfte auf den Gewinner der unteren Hälfte. Dieses Match wird vielfach als Finale gewertet. Ansonsten gilt folgende Regel: Gewinnt der Teilnehmer aus der oberen Hälfte, so ist das Turnier beendet. Gewinnt jedoch der Teilnehmer aus der unteren Hälfte, so haben beide einmal verloren und müssen ein zweites Mal gegeneinander spielen. Dieses letztere Match entscheidet dann über die Plätze 1 und 2.
Bei einem Spiel nach dem Double knock-out sind die Plätze 3 und 4 durch die Reihenfolge des Ausscheidens bestimmt. Ein Spiel um Platz 3 ist daher nicht erforderlich.

## Nachteile
Ein wesentlicher Nachteil vom Double-knock-out-System besteht darin, dass sich für die Teilnehmer im Turnierverlauf eine zum Teil stark unterschiedliche Anzahl an absolvierten Spielen ergibt. So spielen Mannschaften mit unterschiedlichen Voraussetzungen gegeneinander, was zu einer Wettbewerbsverzerrung führen kann. Eine Mannschaft wartet im Winners Bracket lange auf den nächsten Einsatz, während die andere Mannschaft im Losers Bracket in kurzer Zeit ohne ausreichende Regeneration mehrere Spiele hintereinander bestreiten muss. 
Das betrifft insbesondere das Finale.
Beispielsweise absolviert in einem Turnier mit 16 Teilnehmenden eine im Winners Bracket für das Finale qualifizierte Mannschaft lediglich 4 Spiele. Die meisten Finalkandidaten aus dem Losers Bracket müssen hingegen 7 Spiele absolvieren, um das Finale zu erreichen. Die Ausnahmen sind ein in der letzten Runde (5 Spiele) und zwei in der vorletzten Runde (6 Spiele) aus dem Winners Bracket ausgeschiedene Teilnehmer.
Deswegen wird das Double-knock-out-System in Turnieren einiger Sportarten (zum Beispiel Fußball und Tennis) nicht verwendet.

## Anwendung
Dieses Format findet häufig bei Turnieren von Rückschlagspielen wie Badminton, Tischtennis, Squash, Volleyball oder Beachvolleyball, Windsurfen (PWA), aber auch Taekwondo und Tischfußball Anwendung. Beim Tennis wird jedoch fast ausschließlich das einfache K.-o.-System gespielt. Auch bei den 9-Ball-Weltmeisterschaften der World Pool-Billiard Association kommt dieser Modus zur Anwendung.